# Смукуља
Смукуља или лажна шарка (лат. Coronella austriaca) је врста неотровне змије која живи у многим дијеловима Европе (Француска, Енглеска, Аустрија, Хрватска, БиХ, Србија, Русија...). Одрасле јединке су дугачке око 70 cm (женке су обично дуже од мужјака). Обично су смеђе боје (мада, нешто ређе, постоје и црне као и сиве јединке) са два реда тамних пруга које се спајају на глави.

## Станиште
Често живи на грмовитим, стјеновитим падинама, обронцима клисура. Најчешће живи у сувим стаништима.

## Исхрана
Храни се већим инсектима, мишевима, гуштерима, јајима птица и гмизаваца и малим змијама. Лови тако што прати мирис плијена до његовог скровишта, а затим га хвата. 

## Понашање
Активна је дању, мада и ноћу ако је дневна температура превелика.
Релативно је спора и флегматична, али ако је нападнута узвраћа напад (понаша се као отровница: врат јој је у облику слова S, испушта звук сличан звуку поскока) или се прави мртва тако што се не мрда, изврне главу и испушта карактеристичан мирис-мирис трулежи (сличан одбрамбени механизам користи и белоушка). Зуби јој нису отровни, али у ждрелу има зуб са паралишућим отровом који ухваћену жртву у потпуности умртви.